# The Book of Ruth
The Book of Ruth (Brasil: O Livro de Ruth ) é um filme de drama realizado para TV.

## Elenco
- Christine Lahti como Maylene
- Nicholle Tom como	Ruth
- Evan Jones como Ruby
- Teryl Rothery como Aunt Syd
- Christine Willes como DeeDee
- Stephen E. Miller como Arty